# Defender (игра)
Defender — компьютерная игра в жанре shoot ’em up, разработанная и выпущенная компанией Williams Electronics в 1981 году для аркадных автоматов. Действие игры происходит на вымышленной планете, где игрок должен отражать волны вторгшихся пришельцев, защищая астронавтов. Разработку возглавлял Юджин Джарвис, программист пинболов в Williams. Defender была первым проектом Джарвиса в области компьютерных игр. Её идейными вдохновителями стали Space Invaders и Asteroids. Defender была продемонстрирована в конце 1980 года, а в начале 1981 года игра поступила в производство. В Японии игра распространялась компанией Taito.
Defender стала одной из важнейших игр золотого века аркадных игр, было продано более 55 000 экземпляров, что сделало её самой продаваемой игрой Williams и одной из самых кассовых аркад всех времён. Критики высоко оценили графику, звуки и игровой процесс. Игру часто называют одним из лучших вкладов Джарвиса в индустрию компьютерных игр и одной из самых сложных видеоигр. Хотя Defender и не являлась первой игрой с горизонтальным скроллингом, она создала жанр горизонтальных скролл-шутеров. Она вдохновила на разработку других игр, за ней последовали сиквелы и множество подражаний.
Для игровых систем того времени были разработаны порты, большинство из них — либо компанией Atari, либо её подразделением Atarisoft, выпускающим игры на сторонние платформы. Версия 1982 года для Atari 2600 стала одной из самых продаваемых игр для этой системы, было продано более 3 миллионов картриджей.

## Игровой процесс

Космический корабль летит над поверхностью и уничтожает пришельцев, защищая людей. Сверху на мини-карте показан весь мир.

Defender — двухмерный горизонтальный скролл-шутер, действие которого происходит на поверхности неизвестной планеты. Игрок управляет космическим кораблём, который может лететь влево или вправо. Джойстиком регулируется высота корабля, а пятью кнопками — горизонтальное направление и оружие. Изначально игрок получает три «умные бомбы», уничтожающие всех видимых врагов. В крайнем случае, как и в Asteroids, существует кнопка «гиперпространства»: корабль игрока появляется в случайном (не всегда безопасном) месте. В начале игры игрок получает три корабля. Ещё один корабль и умная бомба даются каждые 10 000 очков. В игру могут играть два игрока по очереди.
Цель игры — уничтожить всех инопланетных захватчиков, защищая при этом астронавтов на поверхности планеты от похищения. Захватчики, известные как Ландеры, подбирают людей и пытаются унести их к верхней части экрана, после чего люди превращаются в быстрых мутантов. Пойманного человека можно освободить, подстрелив захватчика, поймав падающего человека до его гибели, и высадив его обратно на землю.
Уничтожение пришельцев позволяет игроку перейти на следующий уровень. Однако если не защитить астронавтов, планета взрывается и уровень заполняется мутантами. Если игрок переживёт нападение мутантов, планета восстанавливается. Всего для прохождения игры даётся три жизни, дополнительные жизни даются за достижение определённого количества числа очков. Жизнь теряется, если корабль задевают враги или их снаряды. Когда заканчиваются все жизни, игра завершается.

## Разработка

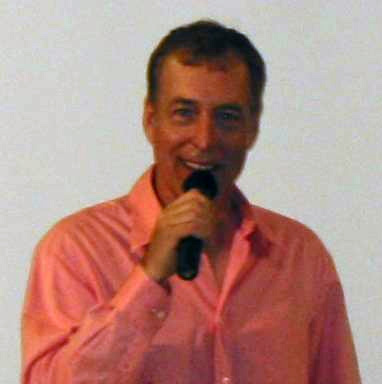
возглавил разработку Defender.

Defender стала первой попыткой компании Williams Electronics разработать собственную игру: их предыдущая игра была клоном Pong. Популярность аркадных автоматов с монетоприемником в 1979 году подтолкнула компанию сместить свои приоритеты с пинболов на аркадные игры. Руководителем компания выбрала Юджина Джарвиса, имевшего большой опыт в создании пинболов. Джарвису помогали Ларри Демар, Сэм Дикер и Пол Дюссо. На тот момент штат Williams был небольшим, и менеджмент плохо разбирался в технологиях электронных игр. В результате, команда разработчиков получила большую творческую свободу.

### Первоначальная разработка
Космическая тематика была популярна в видеоиграх того времени, и Джарвис посчитал, что абстрактный сеттинг поможет скрыть простую графику, которой не хватало реализма. Изначально Джарвис потратил 3-4 месяца на разработку цветовых вариаций Space Invaders от Taito и Asteroids от Atari. Первоначально вдохновившись Space Invaders, он создал похожую игру с новыми игровыми механиками. Однако, после нескольких недель работы над дизайном, команда отказалась от этой идеи, посчитав, что ей не хватает увлекательности. Затем разработка переключилась на имитацию Asteroids, но аппаратные различия между Asteroids и предполагаемыми спецификациями Defender вызывали проблемы. Asteroids демонстрирует векторную графику на специальном мониторе, в то время как команда планировала использовать растровую графику на простом мониторе. Они экспериментировали над воссозданием игры с пиксельной графикой, но позже отказались от этой идеи, посчитав, что игровому процессу и визуальному ряду не хватает привлекательности.
Посчитав свои первые попытки слишком производными, разработчики провели мозговые штурмы. Во время одного из них они сошлись во мнении, что одним из удачных элементов Asteroids был эффект «бесконечного экрана», когда игрок входит за границы экрана и выходит с другой стороны. Они посчитали, что игра, позволяющая игроку улетать за пределы экрана, будет захватывающей, и решили сделать игровой мир больше, чем показано на экране. Окружение игры было длиннее экрана, а видимая область прокручивалась горизонтально. Развивая эту идею, они представили версию Space Invaders, повёрнутую на 90 градусов. Изменив направленность дизайна Space Invaders, корабль теперь двигался вверх-вниз, летя горизонтально. В игровой мир также были добавлены большие астероиды, элемент из Asteroids, но позже их убрали, посчитав, что это ухудшает игровой процесс. Джарвис планировал, что экран будет прокручиваться только слева направо, однако его коллега Стив Ритчи убедил его сделать прокрутку в обе стороны.
После шести месяцев разработки команда почувствовала, что игра недостаточно продвинулась. Они изучили другие игры и пришли к выводу, что выживание — необходимый компонент для реализации. Для этого они придумали врагов, представляющих угрозу, первым из которых стал Ландер (англ. Lander). Джарвис любил жестокие боевики, и хотел, чтобы в игре были такие элементы, но считал, что действия должны иметь разумную цель. Вдохновившись телесериалом 1960-х годов «Защитники», Джарвис назвал игру Defender, решив, что название поможет оправдать насилие. Он добавил астронавтов, чтобы развить космическую тему и дать игрокам кого-то для защиты во время стрельбы по врагам. Элемент полёта над поверхностью планеты был добавлен после мозгового штурма между Джарвисом и Ритчи. Ландшафт изображён в виде линии толщиной всего в один пиксель, главным образом потому, что аппаратные возможности не позволяли сгенерировать что-то более детализированное.
У меня была целая концепция, объясняющая, почему ты там находишься и чем занимаешься. Многим играм этого не хватает. Они просто бросают тебя туда, и вдруг ты внезапно начинаешь избивать людей, а потом задаёшься вопросом: „За что я их бью?“. В 1960-х годах шло старое телешоу „Защитники“ про адвокатов, оно мне нравилось. Знаете, когда ты кого-то защищаешь, на тебя нападают, и ты можешь оправдать любые действия в ответ.
Оригинальный текст (англ.)I had this whole justification for why you were there and what you were doing. A lot of games fall short. They just put you there, and all of a sudden you're beating people up and you start to wonder. "Why am I beating these people up?" There was actually an old TV show called The Defenders about attorneys back in the 1960s, and I kind of liked that show. You know, if you're defending something, you're being attacked, and you can do whatever you wanted.Юджин Джарвис

### Дальнейшая разработка
К июлю разработка отставала от графика, и начальник Джарвиса начал на него давить, требуя закончить игру к предстоящей в сентябре выставке Amusement & Music Operators Association (AMOA). Джарвис потратил несколько недель на создание астронавтов, которых его босс считал лишними и предлагал убрать, если это не ускорит процесс. Давление настолько раздражало Джарвиса, что он задумывался об уходе. Примерно в то время был нанят новый программист по имени Сэм Дикер. Он помогал с программированием игры, добавил визуальные и звуковые эффекты. Например, Дикер реализовал алгоритм эффекта частиц для создания уникальных взрывов уничтоженных врагов. Новые элементы вдохновили Джарвиса, и он почувствовал, что проект начинает обретать смысл.
Затем разработка переключилась на врагов. Ландеры получили способность ловить людей, на основе этой механики был придуман новый враг — Мутанты, пойманные люди, ставшие враждебными. Мутанты добавили в игру элемент спасения, который, по мнению Джарвиса, делал её более интересной для игроков и побуждал их продолжать играть. Элемент «камбэка» из безнадежной ситуации был применён и к планете. Джарвис считал, что это имитирует взлеты и падения реальной жизни. Следующими были добавлены Бомбардировщики (англ. Bomber) — враги, оставляющие за собой мины. Больше врагов было добавлено, чтобы создать различные элементы игрового процесса. Роящиеся (англ. Swarmer), появляющиеся когда игрок уничтожает их Коконы (англ. Pod), были разработаны для атаки на космический корабль, а не на астронавтов. Преследователи (англ. Baiter) были включены в игру, чтобы создавать давление на игрока, не давая ему задерживаться на уровне. Эти враги быстро преследуют корабль, чтобы столкнуться с ним, и основаны на похожем противнике из Asteroids.
К сентябрю игра всё ещё была не закончена, и практически все программисты Williams помогали уложиться в срок для выставки AMOA. Накануне выставки были доставлены аркадные автоматы для демонстрации. Однако разработчики забыли создать демонстрационный режим (последовательность роликов, призванную завлечь зрителей) и таблицу рекордов, и начали работать над ними в ту ночь: Демар кодировал демонстрационный режим, Дюссо и Дикер создавали таблицу рекордов, а Джарвис занимался тестированием и исправлением ошибок. Ранним утром команда создала финальные микросхемы EPROM для режима и установила их в один из автоматов. Микросхемы были вставлены в обратном порядке, из-за чего при включении произошло короткое замыкание, и команде пришлось срочно записать новый комплект данных микросхем. Как только демонстрационный режим заработал, Джарвис и команда вернулись домой, чтобы подготовиться к выставке. После выставки разработчики расширили игру, чтобы пользователи могли играть неограниченное количество раз. Демо-версия имела пять уровней, чего команда считала более чем достаточно из-за сложности игры. Большинство сотрудников Williams не могли пройти дальше третьего уровня, а рекорд Джарвиса в 60 000 очков казался им недосягаемым. Разработчики решили, что лучше быть готовыми к тому, что игроки смогут превзойти их ожидания, и добавили повторяющиеся уровни.

### Аппаратное обеспечение
В игре используется усиленный монофонический звук и растровая графика на ЭЛТ-мониторе. Центральный процессор (ЦП) Motorola 6809 отвечает за графику и игровой процесс, в то время как микропроцессор Motorola 6800 обрабатывает звук. Комплект из трёх батареек AA обеспечивает питание для сохранения настроек игры и рекордов при отключении автомата от электросети. Художественное оформление корпуса нанесено трафаретной печатью на деревянную раму.
Разработка началась с аппаратного обеспечения игры. Команда сначала обсуждала, какой тип монитора использовать: чёрно-белый или цветной. Они решили, что применение передовых технологий лучше зарекомендует их как хороших дизайнеров, и выбрали цветной монитор. Разработчики оценили, что для игры потребуется 4 цвета, но вместо этого выбрали оборудование, способное отображать 16 цветов на пиксель. На тот момент дизайнеры считали, что это больше, чем когда-либо понадобится для игры. Разрешение монитора составляет 320 × 256, что больше тогдашнего отраслевого стандарта 256 × 256. Команда считала, что более широкий экран обеспечит лучшее соотношение сторон, а также улучшит оформление и подачу игры. Во многих видеоиграх того времени анимация создавалась аппаратно с использованием специализированных микросхем, однако разработчики решили сделать анимацию программно с использованием ЦП и запрограммировали игру на низкоуровневом ассемблере. Такой подход позволил им отображать на экране больше объектов при меньших затратах.
Управление в игре осуществляется с помощью двухпозиционного джойстика и пяти кнопок. Джарвис разработал элементы управления, чтобы одновременно эмулировать Space Invaders и Asteroids. Левая рука игрока управляет джойстиком, как в Space Invaders, а правая нажимает кнопки, как в Asteroids. Расположение кнопок также схоже с Asteroids: кнопка выстрела справа, а кнопка ускорения слева. Джарвис считал, что игроки привыкли к управлению прошлых игр, и изменение старых дизайнов будет для них сложным.

## Продажи
Игра медленно набирала популярность, не привлекая особого внимания на выставке AMOA 1980 года. Джарвис считал, что многих посетителей запугала её сложность. Игра была хорошо принята в игровых залах, и в первые ночи тестирования вокруг автомата собирались толпы людей. Успех подтолкнул Williams выпустить также горизонтальную версию автомата. Defender в конечном итоге стала самой продаваемой аркадной игрой Williams, было продано более 55 000 экземпляров по всему миру, и она стала одной из самых кассовых аркад всех времён, заработав свыше 1 миллиарда долларов США. По состоянию на 2020 год было продано 70 000 аркадных автоматов, а совокупная выручка по всему миру составила 1,5 миллиарда долларов.
Через шесть месяцев после релиза Defender вошла в число лидеров по прибыли в индустрии видеоигр США. В 1981 года она возглавила чарт аркадных автоматов журнала Play Meter в августе, а также чарты журнала RePlay в течение большинства месяцев с апреля по ноябрь. В годовых чартах журналов Cash Box и RePlay игра была отмечена как вторая аркадная игра по количеству продаж 1981 года в США, уступив лишь Pac-Man. Позже AMOA включила Defender в список шести самых прибыльных аркадных игр Америки 1982 года.
Ларри Демар был удивлён популярностью игры. Во время релиза Стен Яроцкий, директор по маркетингу в конкурирующей с Williams компании Midway Manufacturing, назвал игру «потрясающей».
В Японии Defender не имела такого большого успеха, но была умеренно популярна. Вместе с Turbo и Galaxian она заняла 18-е место среди самых кассовых аркадных видеоигр Японии 1981 года.
Порт для Atari 2600 разошёлся тиражом более 3 миллионов копий, став второй самой продаваемой домашней видеоигрой Atari 1982 года (после игры Pac-Man от Atari). Однако как минимум 68 993 копии Defender были возвращены в 1983 году.

## Оценки и мнения

### Ретроспектива
Дэвид Кучиз из GameSpy высоко оценил сложный геймплей Defender, отметив, что она представляет собой то, какими должны быть другие игры. Он назвал графику «красивой», указав на разнообразные спрайты и мигающие взрывы. Мэтт Бартон и Билл Логуидис из Gamasutra заявили, что глубина аудиовизуальных эффектов и геймплея уравновешивает чрезмерную сложность. Они высоко оценили функцию «поймать и спасти», а также мини-карту. Кучиз также высоко оценил мини-карту, заявив, что игра невозможна без неё и что она позволяет игрокам планировать стратегии. Автор Джон Селлерс высоко оценил аудиовизуальные эффекты и связь между сюжетом и геймплеем игры.
В 2009 году GameDaily поставил Defender на девятое место среди самых сложных игр, ссылаясь на геймплей атаки и спасения. Автор Стивен Л. Кент назвал её «одной из самых сложных игр в истории аркад». Он также заявил, что новички обычно могут играть лишь несколько секунд, а энтузиасты рассматривали мастерство в игре как «знак чести». Дэвид Кучиз высказал аналогичное мнение. Селлерс описал сложность Defender как «унизительную», сказав, что немногие могли играть в неё с мастерством. Он также заявил, что игроки будут продолжать играть, несмотря на сложность. Автор Дэвид Эллис объясняет успех игры её сложным дизайном. Сложность игры часто связывают со сложным управлением. Журнал Edge назвал Defender «одной из самых сложных для освоения» игр, описав её управление как «пугающее».
В 1995 году журнал Flux поставил Defender на 34-е место в своём списке Top 100 Video Games. Они высоко оценили игру, заявив: «Это лучший аркадный шутер с боковым скроллингом». В 1996 году Next Generation поставили аркадную версию на 13-е место в своём списке Top 100 Games of All Time, отметив, что сбалансированная сложность заставляет игроков возвращаться за добавкой, а не сдаваться. В 1996 году GamesMaster поместил игру на 5-е место в списке Top 100 Games of All Time, описав её как «один из величайших шутемапов всех времён». В 1999 году Next Generation поставили Defender на 23-е место в своём списке Top 50 Games of All Time, отметив: «Несмотря на исключительно сложное управление, игроки влюбились в игру с первого взгляда. Сложность высока, но справедлива — когда вы умираете, это всегда ваша вина, и это заставляет вас хотеть ещё одного шанса победить». В 2004 году Defender был включён в список величайших игр всех времён по версии GameSpot. В 2008 году Книга рекордов Гиннесса назвала её шестой аркадной игрой по техническому, творческому и культурному влиянию. В том же году Retro Gamer поставил игру на десятое место в своём списке Top 25 Arcade Games, назвав её техническим достижением и сложной игрой с захватывающим геймплеем. Также в 2008 году Edge назвал Defender шестой лучшей игрой 1980-х годов. Редакторы описали её дизайн как очень «элегантный», несмотря на отсутствие повествования и персонажей.

### Порты
Журнал Softline в 1983 году писал, что игра «остается одной из самых сложных аркадных игр, когда-либо созданных. Первые попытки новичков, длящиеся менее десяти секунд, не являются редкостью». В своём руководстве по видеоиграм 1981 года How to Master the Video Games Том Хиршфельд сообщил: «Освоение Defender требует некоторого упорства, но большинство игроков считают, что усилия того стоят».
Эд Дрисколл сделал обзор версии Defender для Atari 2600 (где из-за графических ограничений игра была переформатирована в городскую обстановку, а не в планетарную, как в оригинальной аркадной версии) в журнале The Space Gamer. Дрисколл прокомментировал: «В целом, если вы хотите хорошую игру для своей Atari, эта подойдет. У любителей Defender есть несколько претензий, но я бы рекомендовал эту игру любому владельцу VCS». Порт выиграл категорию «Лучшая научно-фантастическая/фэнтезийная видеоигра» на церемонии Arcade Awards 1983 года. Журнал Computer and Video Games позже рецензировал игру, присвоив ей рейтинг 90 %.
В 1983 году читатели Softline назвали версию для 8-битных компьютеров Atari пятой в списке тридцати самых популярных программ Atari по версии журнала. Журнал был более критичен, заявив, что «привлекательность игры не оправдывает её необоснованную стоимость» из-за поставки на картриджах. Дэвид Х. Ал из Creative Computing Video & Arcade Games в 1983 году сказал, что версия для Atari 5200 была «существенным вызовом для самых опытных космических игроков». Журнал Computer Games рецензировал конверсию для IBM PC, дав ей смешанный отзыв. Они сказали, что «действие очень быстрое», но «через короткое время становится скучным».

## Наследие
Игроки соревновались за получение наивысшего счёта в игре и за самое длительное время игры. Соревнование за самое длительное время игры популяризировал Марио Суарес из Атлантик-Сити, который играл в Defender более 21 с половиной часа в 1982 году в отеле Claridge. Это было подтверждено персоналом и многочисленными свидетелями, наблюдавшими за игрой вместе с прессой Атлантик-Сити. Внимание СМИ побудило других игроков попытаться повторить этот подвиг. Опытные игроки использовали ошибки в программном обеспечении, чтобы увеличить продолжительность своего игрового времени. Defender стала центром первого конкурса видеоигр Twin Galaxies. Игроки из 32 городов одновременно соревновались в выходные с 3 по 4 апреля 1982 года. Победителем стал Рик Смит с результатом 33 013 200 очков, на который у него ушло 38 часов. Одна из ошибок, связанная с тем, как игра отслеживает счёт, позволяет игрокам зарабатывать большое количество «дополнительных жизней». Затем игроки могут использовать дополнительные жизни, чтобы оставить игру без присмотра и отдохнуть. Другие ошибки позволяют кораблю избегать повреждений от врагов, что также увеличивает продолжительность игры.
Defender считается первым сайд-скроллером в жанре шутера, опередившим Scramble на два месяца. Профессор Джим Уайтхед описал Defender как прорывную игру благодаря использованию полноценного 2D-движения, множественных целей и сложного геймплея, предоставляющего игрокам несколько способов игры. Джеймс Хейг из Dadgum Games назвал Defender знаковой игрой 1980-х годов. Марк Стирни сказал, что использование скроллинга в игре помогло устранить ограничения дизайна, связанные с экраном. Дэвид Кучиз заявил, что использование скроллинга привело к «появлению первой настоящей „игровой среды“». Он также отметил, что хотя мини-карты были представлены и раньше, Defender интегрировала её в геймплей более существенным образом. Стирни описал Defender как самую важную космическую игру начала 1980-х годов. Он отметил, что её реализм и технологические достижения подтолкнули разработчиков к созданию более популярных игр, приведя в пример Gorf и Phoenix. Джон Винс включил игру в список классических игр, которые внедрили новые технологии, в частности, скроллинг. Дэвид Эллис заявил, что до Defender компании разрабатывали видеоигры таким образом, чтобы они имели сбалансированную сложность. Они считали, что игры должны быть достаточно простыми, чтобы привлекать игроков, но при этом достаточно сложными, чтобы ограничивать время игры несколькими минутами; всё, что было слишком сложным, могло отпугнуть игроков. Логуидис и Бартон отметили, что успех Defender, наряду с Robotron: 2084, показал, что любители видеоигр были готовы к более сложным играм, и это побудило разработчиков создавать более сложные игровые дизайны.
Вклад Джарвиса в разработку игры часто упоминается среди его заслуг. Винс считал его одним из создателей «динамичных» и «рефлекторных» аркадных игр, приводя геймплей Defender среди других игр, разработанных Джарвисом. Эллис сказал, что Джарвис зарекомендовал себя как один из первых «хардкорных» дизайнеров с Defender. В 2007 году сайт IGN включил Юджина Джарвиса в список лучших разработчиков игр, чьи игры (Defender, Robotron: 2084 и Smash TV) оказали влияние на индустрию видеоигр. Бартон и Логуидис заявили, что игра помогла утвердить Williams и Джарвиса в качестве ключевых фигур в индустрии аркадных игр. Джон Селлерс высказал аналогичные комментарии. После успеха Defender компания Williams расширила свой бизнес, построив новое предприятие и наняв больше сотрудников. До расширения Джарвис мог работать в одиночестве, а приток людей создал обстановку, которая его не устраивала. Он ушёл из Williams вместе с Демаром, чтобы основать свою собственную компанию-разработчика Vid Kidz. Компания выступала в качестве консультанта Williams и разработала для них две игры.

### Ремейки и сиквелы
Успех Defender побудил Williams обратиться к Vid Kidz, которые изначально хотели создать новую игру. Однако Демар предложил создать улучшенную версию Defender, чтобы уложиться в четырёхмесячный срок, установленный Williams. Vid Kidz назвали игру Stargate и разработали её как продолжение Defender. В ней были представлены новые элементы и улучшена производительность. Некоторые домашние версии Stargate были выпущены под названием Defender II в целях защиты товарного знака.
В 1982 году Williams выпустила игровой автомат для пинбола в стиле Defender. В нём присутствовало множество элементов из оригинальной игры: звуковые эффекты, враги, волны и оружие. Williams произвела всего 369 единиц этого автомата.
Strike Force, выпущенная Midway в 1991 году, представляет собой аркадное обновление Defender, подобно тому, как Smash TV является обновлением Robotron: 2084. Джарвис и Демар помогали в разработке игры, но она не получила широкого распространения.
В 1995 году Atari Corporation выпустила ремейк Defender 2000 для приставки Atari Jaguar. Автором игры стал Джефф Минтер, который ранее создал ремейк Tempest под названием Tempest 2000.
Defender была включена в сборник 1996 года Williams Arcade's Greatest Hits.
В 1997 году Tiger Electronics выпустила портативное издание Defender с монохромным ЖК-дисплеем, которое также служило брелком.
В 2002 году был выпущен ремейк под таким же названием Defender, использующий трёхмерную графику и вид от третьего лица. Игра была выпущена для Xbox, GameCube и PlayStation 2.